# 橋本佳奈美
橋本 佳奈美（はしもと かなみ、1996年11月10日 - ）は、日本のタレント・モデル、キャスティングドットジェイピー (casting.jp)所属。身長165 cm、AB型。

## 出演

### 映画
- 寄り添う (2014年11月全国公開)[1]
- 無辜の血 (2016年公開予定)

### 舞台
- アリスインプロジェクト「ラストホリデイ2015〜終わらない歌〜」（2015年4月30日 - 5月10日、池袋・シアターKASSAI） - 光組 有森紅子 役[2][3]
- SHOWMAN'S「ドリームレスキュー・言うことナース! ～エピソードゼロなのですぅ～」[4]
  - 2015年版（2015年7月8日 - 12日、新宿村LIVE） - 月島レモン 役
  - 2016年版（2016年2月17日 – 21日、大塚・萬劇場） - オーベル・ジーヌ 役
- SHOWMAN'S「ドリームレスキュー・言うことナース! ～いちもにもなくエピソード3～」（2016年4月22日 - 24日、新宿村LIVE） - 月島レモン 役[5]

### CM
- JAL CM (2014年)
- ZOZOTOWN レギュラーモデル[1]

### 雑誌
- フォトテクニックデジタル (玄光社) 2014年9月[1]